# Nicolaikirche (Münster-Roxel)

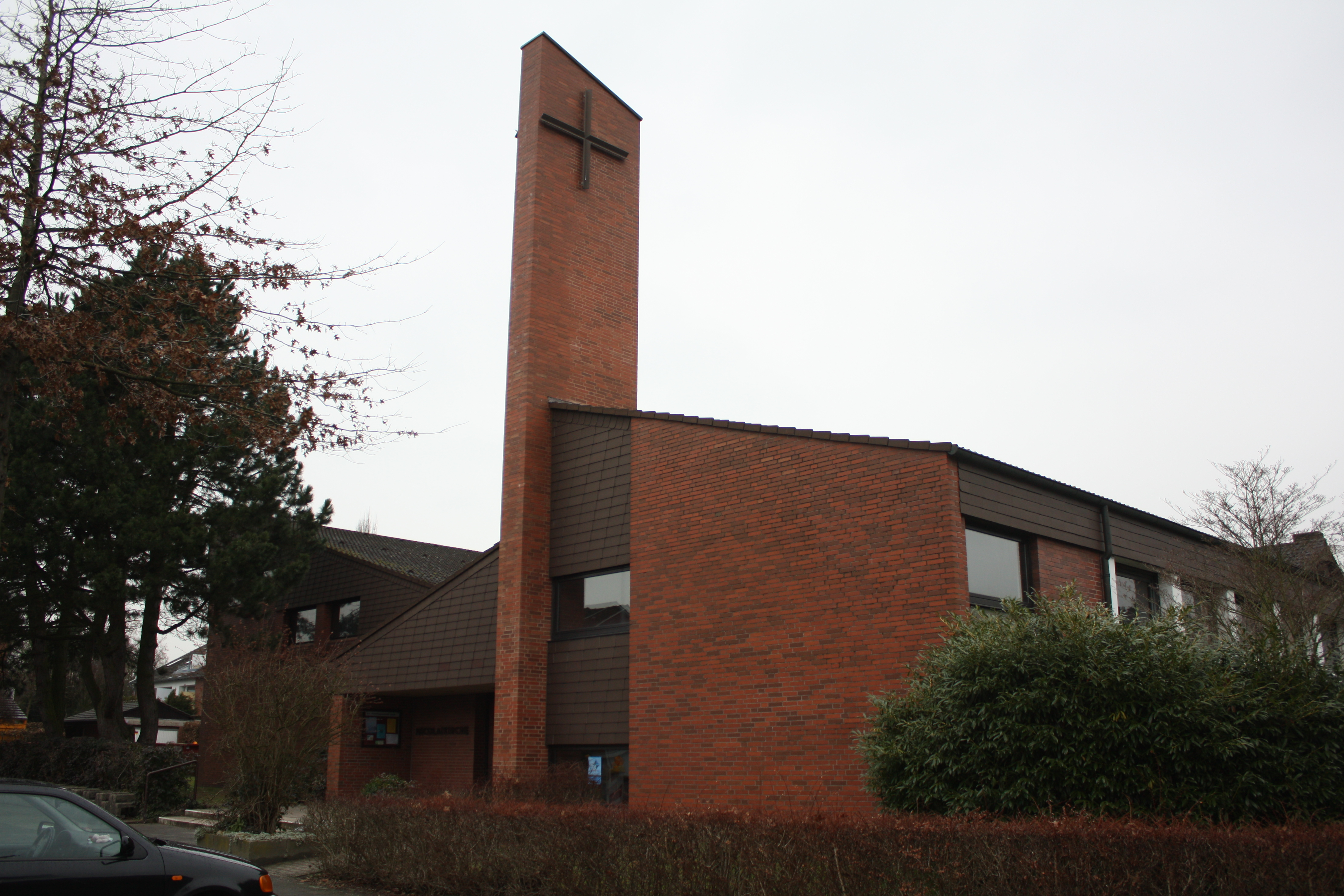
Nicolaikirche Münster

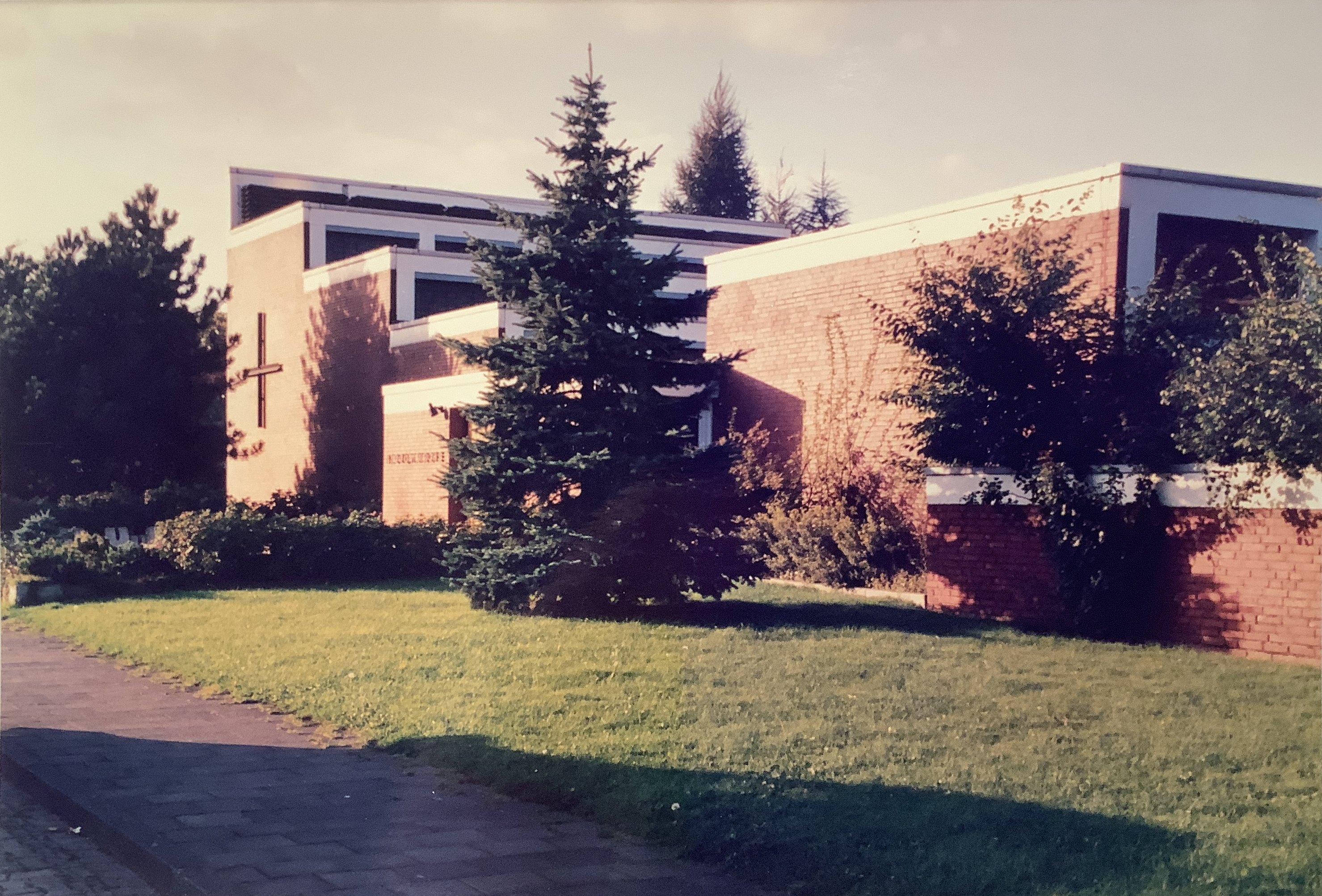
Originaler Baukörper der Nicolaikirche vor dem Umbau 1986

Die Nicolaikirche war ein evangelisches Kirchengebäude in Münster-Roxel. Es wurde 1965 und 1966 erbaut und 1986 um den Kirchturm und den Anbau eines Gemeindezentrums ergänzt. Das Gebäude, das zum Kirchenkreis Münster der Evangelischen Kirche von Westfalen gehörte, wurde 2019 abgerissen.
Der Namensbestandteil Nicolai erinnert an den lutherischen Hofprediger, Pfarrer und Liederdichter Philipp Nicolai.

## Ausstattung
Die Kirche erschien in ihrem Inneren als ein schlichter, rechteckiger, gemauerter Kirchenraum mit einer dreistufigen Flachdecke. In der Chorwand (Westwand) befand sich rechts ein Fenster, das von der Decke bis zum Boden reichte. Im Übrigen fanden sich die Fenster als Art Obergadenfenster an den Seitenwänden. Die Farbverglasungen wurden von der Glasmalerin Kathinka Anczykowski (Münster) geschaffen; sie befanden sich ursprünglich in den Abstufungen des Daches.
Vor der Chorwand standen links der Taufstein, mittig der Altar, und rechts die Kanzel, die jeweils nach Entwürfen des Bildhauers Karl Ehlers aus Baumberger Sandstein geschaffen wurden.
Links und rechts vom Altar hingen an der Chorwand jeweils ein Steinrelief aus Baumberger Sandstein. Beide Reliefs stammten aus der Roxeler Bauernschaft. Das eine stellte die Kreuzigung Christi dar, das zweite, weitaus ältere Relief stammte aus der Zeit um 1770. Es handelte sich um eine Pietà.
Bis Anfang 2019 stand in der Nicolaikirche eine Orgel, die 1987 von der Orgelbaufirma Schuke (Berlin) erbaut worden war und bis 1989 als Interims-Orgel in der Lambertikirche (Münster) stand. Das Schleifladen-Instrument hat zehn Register (646 Pfeifen) auf zwei Manualen und Pedal. Nach der Entwidmung der Nikolaikirche wurde das Instrument an die evangelische Kirchengemeinde Lukas in Schwäbisch Hall verkauft und dort Anfang 2019 aufgestellt.
| I Hauptwerk C–g3 |              |       |
| 1.               | Gedackt      | 8′    |
| 2.               | Prinzipal    | 4′    |
| 3.               | Oktav        | 2′    |
| 4.               | Quinte       | 1 ⁄3′ |
| 5.               | Mixtur III 0 | 1′    |

| II Brustwerk C–g3 |              |        |
| 6.                | Rohrflöte    | 8′     |
| 7.                | Spitzflöte 0 | 4′     |
| 8.                | Waldflöte    | 2′     |
| 9.                | Terz         | 1 3⁄5′ |
|                   | Tremulant0   |        |

| Pedal C–f1 |           |     |
| 10.        | Subbass 0 | 16′ |

- Koppeln: II/I, I/P, II/P

Die Kirche hatte zwei Läuteglocken mit den Schlagtönen cis2 und fis2; ursprünglich war ein Geläut mit 8 Glocken geplant. Die Glocken hingen nicht in dem der Kirche vorgelagerten Turm, bei dem es sich um eine reine Stele handelte, sondern im Dachstuhl der Kirche.

## Entwidmung und Abriss
Mit Blick auf die  Finanzsituation der evangelischen Kirchengemeinde Roxel-Albachten-Bösensell befasste sich seit 2015 ein Kompetenzteam insbesondere auch mit Fragen der künftigen Nutzung und Erhaltung von Gemeinderäumen. Im Interesse einer tragfähigen, zukunftsweisenden Lösung wurde u. a. angesichts der energetischen Mängel der Nicolaikirche samt Gemeinderäumen über einen Teilrückbau, Umbau bzw. Abriss von Kirche und Nebenräumen zugunsten eines Neubaus diskutiert.
2018 wurde beschlossen, den Gebäudekomplex auf dem in einem Wohngebiet gelegenen Grundstück abzureißen. Das Grundstück wird von einem Investor neu bebaut, maßgeblich mit Wohneinheiten sowie auch einem neuen Kirchenraum samt Gemeinderäumen. Die Nicolaikirche wurde am 26. Mai 2019 in einem Gottesdienst entwidmet. Auf einem Teil des Grundstücks sollen bis 2021 neue Räumlichkeiten für die Kirchengemeinde errichtet werden.